# I. e. 7. század

## Események

### Európa
- A szkíták törzsei megszállják Kelet-Európa sztyeppéit, egész a Kárpát-medence alföldi területéig.
- Kialakul a spártai katonaállam
- i. e. 621: Az első írott törvények az ókori Hellászban[1] (Drakón-törvények) Athénban

Az Újasszír Birodalom

### Ázsia, Afrika
- Az Újasszír Birodalom legnagyobb kiterjedése
- A független óegyiptomi államiság utolsó időszaka: a szaiszi fáraók (XXVI. dinasztia) uralma

Asszíria
- i. e. 689: Szín-ahhé-eríba másfél éves ostrom után elfoglalja és lerombolja Babilont.
- i. e. 681 – 669: Assur-ah-iddína király. Újjáépíti Babilont és i. e. 671-ben rövid időre meghódítja Egyiptomot.
- i. e. 669 – 631: Assur-bán-apli király, az asszír birodalom utolsó nagy uralkodója. Uralkodásához kötődik Egyiptom meghódítása és kiürítése, a dél-iráni Elám legyőzése és a ninivei könyvtár létrehozása, amelyben összegyűjtötte az akkád irodalom és tudomány fellelhető emlékeit.
  - i. e. 650: A szkíták ismétlődő betörései El-Ázsiába és Iránba megsemmisítik az urartui állam maradványait és meggyengítik Asszíriát
  - i. e. 647: Assur-bán-apli legyőzi III. Humban-Haltas elámi királyt és lerombolja Szúszát.
- i. e. 612: A Birodalom vége - a médek és az Újbabiloni Birodalom seregei elfoglalják az Újasszír Birodalom fővárosát, Ninivét.

Egyéb
- i. e. 626: Nabú-apal-uszurt, Tengerföld kormányzóját Babilon jövendő királyának ismerik el, aki később megalapítja az Újbabiloni Birodalomat
- i. e. 650 körül: a perzsákkal rokon médek államának kialakulása Irán északnyugati részében. 
  - (Nagy) Küaxarész idejében (i.e. 625-585) nagyhatalommá válik Média
- Szabá dél-arábiai állam virágzása
- Kis-Ázsiában Lüdia felemelkedése Phrügia bukásával párhuzamosan
- i. e. 605: a karkemisi csata II. Nabú-kudurri-uszur és II. Nékó egyiptomi fáraó között
- i. e. 600 k.: a görög poliszokban elterjed a türannisz államformája

## Fontosabb személyek

### Uralkodók, hadvezérek
- Szín-ahhé-eríba az Újasszír Birodalom uralkodója
- Assur-bán-apli (Asszurbanipál; ur: i. e. 668 – Kr. e. 631/Kr. e. 629(?)) hadvezér, az Újasszír Birodalom uralkodója
- II. Nabú-kudurri-uszur (ur: i. e. 605 – i. e. 562) az Újbabiloni Birodalom második, legismertebb királya volt; a Bibliában Nebukadneccár, Nabukodonozor néven
- I. Pszammetik és II. Nékó egyiptomi fáraók
- Khsathrita (ur: i. e. 675 – i. e. 653) és Uvakhsatra (II. Küaxarés; ur: i. e. 625 – i. e. 585) méd uralkodók

### Próféták
- Ezékiel próféta (i. e. 623-i. e. 571)
- Jeremiás próféta

## Kultúra
- Asszurbanipál könyvtára

## Évtizedek és évek
Az időszámításunk előtti 7. század i. e. 601-től i. e. 700-ig tart.
| i. e. 700-as évek | i. e. 709 | i. e. 708 | i. e. 707 | i. e. 706 | i. e. 705 | i. e. 704 | i. e. 703 | i. e. 702 | i. e. 701 | i. e. 700 |
| i. e. 690-es évek | i. e. 699 | i. e. 698 | i. e. 697 | i. e. 696 | i. e. 695 | i. e. 694 | i. e. 693 | i. e. 692 | i. e. 691 | i. e. 690 |
| i. e. 680-as évek | i. e. 689 | i. e. 688 | i. e. 687 | i. e. 686 | i. e. 685 | i. e. 684 | i. e. 683 | i. e. 682 | i. e. 681 | i. e. 680 |
| i. e. 670-es évek | i. e. 679 | i. e. 678 | i. e. 677 | i. e. 676 | i. e. 675 | i. e. 674 | i. e. 673 | i. e. 672 | i. e. 671 | i. e. 670 |
| i. e. 660-as évek | i. e. 669 | i. e. 668 | i. e. 667 | i. e. 666 | i. e. 665 | i. e. 664 | i. e. 663 | i. e. 662 | i. e. 661 | i. e. 660 |
| i. e. 650-es évek | i. e. 659 | i. e. 658 | i. e. 657 | i. e. 656 | i. e. 655 | i. e. 654 | i. e. 653 | i. e. 652 | i. e. 651 | i. e. 650 |
| i. e. 640-es évek | i. e. 649 | i. e. 648 | i. e. 647 | i. e. 646 | i. e. 645 | i. e. 644 | i. e. 643 | i. e. 642 | i. e. 641 | i. e. 640 |
| i. e. 630-as évek | i. e. 639 | i. e. 638 | i. e. 637 | i. e. 636 | i. e. 635 | i. e. 634 | i. e. 633 | i. e. 632 | i. e. 631 | i. e. 630 |
| i. e. 620-as évek | i. e. 629 | i. e. 628 | i. e. 627 | i. e. 626 | i. e. 625 | i. e. 624 | i. e. 623 | i. e. 622 | i. e. 621 | i. e. 620 |
| i. e. 610-es évek | i. e. 619 | i. e. 618 | i. e. 617 | i. e. 616 | i. e. 615 | i. e. 614 | i. e. 613 | i. e. 612 | i. e. 611 | i. e. 610 |
| i. e. 600-as évek | i. e. 609 | i. e. 608 | i. e. 607 | i. e. 606 | i. e. 605 | i. e. 604 | i. e. 603 | i. e. 602 | i. e. 601 | i. e. 600 |
| i. e. 590-es évek | i. e. 599 | i. e. 598 | i. e. 597 | i. e. 596 | i. e. 595 | i. e. 594 | i. e. 593 | i. e. 592 | i. e. 591 |           |